# Алгар, Нив
Нив Алгар (ирл. Niamh Algar; родилась 28 июня 1992, Маллингар, Уэстмит, Ирландия) — ирландская актриса. Сыграла одну из ведущих ролей в телесериале «Воспитанные волками». Номинантка на премию BAFTA за лучшую женскую роль второго плана.

## Биография
Нив Алгар родилась в 1992 году в городе Маллингар на востоке Ирландии и стала младшим ребёнком из пяти детей. Она получила театральное образование в Дублине, с 2016 года живёт в Лондоне. Снимаясь в кино и на телевидении с 2011 года, Алгар появлялась в фильмах ужасов «Из темноты» и «Без имени», в сериалах «Бисексуалка», «Чистота» и «МатьОтецСын» с Ричардом Гиром в главной роли. В 2019 году она была номинирована на премию BAFTA за лучшую женскую роль второго плана за работу в фильме «Стойкая броня» и признана одной из восходящих звезд британской киноиндустрии.
В 2020 году Алгар сыграла Сью в телесериале Ридли Скотта «Воспитанные волками». В 2021 году в прокат вышел новый фильм Гая Ричи «Гнев человеческий» при участии Алгар.

## Фильмография
| Год  |   | Русское название    | Оригинальное название | Роль         |
| ---- | - | ------------------- | --------------------- | ------------ |
| 2014 | ф | Из темноты          | From the Dark         | Сара         |
| 2016 | ф | Без имени           | Without Name          | Оливия       |
| 2018 | с | Бисексуалка         | The Bisexual          | Таня         |
| 2018 | ф | Стойкая броня       | Calm with Horses      | Урсула       |
| 2018 | с | Чистота             | Pure                  | Эмбер Доэрти |
| 2019 | с | МатьОтецСын         | MotherFatherSon       | Орла Грин    |
| 2020 | с | Воспитанные волками | Raised by Wolves      | Сью          |
| 2021 | ф | Гнев человеческий   | Wrath of Man          | Дана Куртис  |
| 2024 | с | Мэри и Джордж       | Mary & George         | Санди        |
| 2025 | с | Веди себя прилично  | Playing Nice          | Мэдди        |